# Sartilly
Sartilly [saʁtiji] est une ancienne commune française du département de la Manche et de la région Normandie, peuplée de 1 616 habitants, commune déléguée au sein de Sartilly-Baie-Bocage depuis le 1er janvier 2016.

## Géographie
La commune est au nord-ouest de l'Avranchin. Son bourg est à 7 km au sud-ouest de La Haye-Pesnel, à 12 km au nord-ouest d'Avranches et à 15 km au sud-est de Granville. Sartilly est limitrophe de Jullouville, commune littorale.
| Jullouville (comm. ass. de Saint-Michel-des-Loups) | Saint-Pierre-Langers | La Rochelle-Normande |
| Angey                                              | Sartilly             | La Rochelle-Normande |
| Dragey-Ronthon                                     | Champcey             | Montviron            |

## Toponymie
Le nom de la localité est attesté sous la forme latinisée Sartilleio en 1129.
Il s'agit d'un type toponymique gaulois ou gallo-roman en -(i)acum, dont le premier élément, appellatif ou anthroponyme est incertain.
Le nom de personne latin *Sartilius (dérivé de Sartius) est conjecturel, quant au surnom roman Certulus, il est difficilement compatible phonétiquement avec la forme de 1129, continuée par la forme moderne.

## Héraldique
| Blason de Sartilly | Blason  | De sinople au cheval gai d'argent surmonté d'une coquille d'or. |
| Blason de Sartilly | Détails |                                                                 |

## Politique et administration
| Période                                                                                      | Période   | Identité                               | Étiquette     | Qualité                       |
| -------------------------------------------------------------------------------------------- | --------- | -------------------------------------- | ------------- | ----------------------------- |
| 1790                                                                                         | 1791      | Julien Tanqueray                       |               |                               |
| 1791                                                                                         | 1793      | Julien Charles Le Breton               |               |                               |
| 1793                                                                                         | 1795      | Jean Tanqueray                         |               |                               |
| 1796                                                                                         | 1800      | François Lhôte-Desvallées              |               |                               |
| 1800                                                                                         | 1804      | Charles Doucin                         |               |                               |
| 1804                                                                                         | 1809      | Michel François Lemoine                |               |                               |
| 1809                                                                                         | 1815      | Jean André Esnault                     |               |                               |
| 1816                                                                                         | 1826      | Jean Baptiste Desfeux                  |               |                               |
| 1826                                                                                         | 1830      | Joseph Champion                        |               |                               |
| 1830                                                                                         | 1837      | Charles Goupil-Chanière                |               |                               |
| 1837                                                                                         | 1848      | Jean-Louis Doucin                      |               |                               |
| mars 1848                                                                                    | août 1848 | François Amand Lebouteiller des Forges |               |                               |
| 1848                                                                                         | 1853      | Charles Goupil-Chanière                |               |                               |
| 1853                                                                                         | 1865      | Paul Frédéric Fortin                   |               |                               |
| 1865                                                                                         | 1868      | Alexandre Lemoine-Lechesnay            |               |                               |
| 1868                                                                                         | 1869      | Alexis Pierre Frênel-Beunerie          |               |                               |
| 1869                                                                                         | 1878      | Hippolyte Lemoine-Lechesnay            |               |                               |
| 1878                                                                                         | 1894      | Auguste Leménager                      |               |                               |
| 1894                                                                                         | 1895      | Hippolyte Lemoine-Lechesnay            |               |                               |
| 1895                                                                                         | 1924      | Pascal Martin                          |               | Conseiller général            |
| 1925                                                                                         | 1945      | Raymond Martin                         |               | Conseiller général            |
| 1945                                                                                         | 1956      | Louis Hingan                           |               |                               |
| 1957                                                                                         | 1959      | Marcel Alexandre                       |               |                               |
| 1959                                                                                         | 1965      | Pierre Beaumont                        |               |                               |
| 1965                                                                                         | 1983      | Pierre François                        | Parti radical | Charcutier Conseiller général |
| 1983                                                                                         | En cours  | Denis Rault                            | UDI           | Commerçant                    |
| Une partie des données est issue d'une liste établie par Jean Pouëssel et Jean-Pierre Lucas. |           |                                        |               |                               |

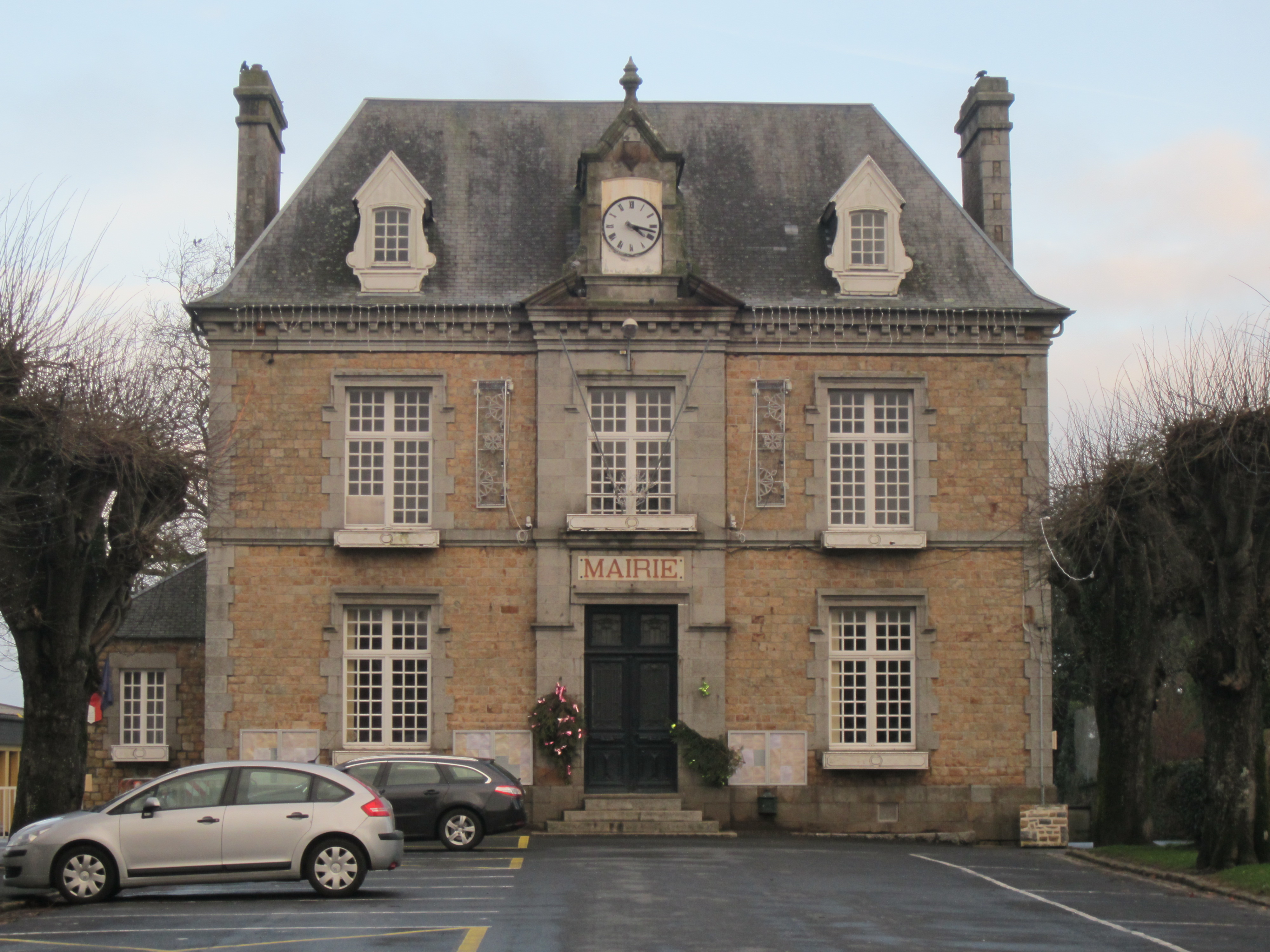
La mairie.

Le conseil municipal était composé de dix-neuf membres dont le maire et cinq adjoints.
| Période      | Période  | Identité       | Étiquette | Qualité                                   |
| ------------ | -------- | -------------- | --------- | ----------------------------------------- |
| janvier 2016 | mai 2020 | Denis Rault    | UDI       | Commerçant                                |
| mai 2020     | En cours | Gaëtan Lambert | SE        | Technicien Maire de Sartilly-Baie-Bocage. |

## Démographie
En 2021, la commune comptait 1 616 habitants. Depuis 2004, les enquêtes de recensement dans les communes de moins de 10 000 habitants ont lieu tous les cinq ans (en 2004, 2009, 2014, etc. pour Sartilly) et les chiffres de population municipale légale des autres années sont des estimations.
| 1793 | 1800 | 1806 | 1821  | 1831  | 1836  | 1841  | 1846  | 1851  |
| ---- | ---- | ---- | ----- | ----- | ----- | ----- | ----- | ----- |
| 932  | 952  | 864  | 1 072 | 1 123 | 1 140 | 1 144 | 1 261 | 1 249 |

| 1856  | 1861  | 1866  | 1872  | 1876  | 1881  | 1886  | 1891  | 1896  |
| ----- | ----- | ----- | ----- | ----- | ----- | ----- | ----- | ----- |
| 1 331 | 1 284 | 1 309 | 1 285 | 1 233 | 1 227 | 1 260 | 1 224 | 1 202 |

| 1901  | 1906  | 1911  | 1921  | 1926  | 1931  | 1936  | 1946  | 1954  |
| ----- | ----- | ----- | ----- | ----- | ----- | ----- | ----- | ----- |
| 1 160 | 1 205 | 1 174 | 1 035 | 1 024 | 1 035 | 1 059 | 1 123 | 1 071 |

| 1962  | 1968  | 1975  | 1982  | 1990  | 1999  | 2004  | 2009  | 2014  |
| ----- | ----- | ----- | ----- | ----- | ----- | ----- | ----- | ----- |
| 1 033 | 1 087 | 1 142 | 1 216 | 1 156 | 1 259 | 1 307 | 1 525 | 1 603 |

| 2018  | - | - | - | - | - | - | - | - |
| ----- | - | - | - | - | - | - | - | - |
| 1 601 | - | - | - | - | - | - | - | - |

## Lieux et monuments

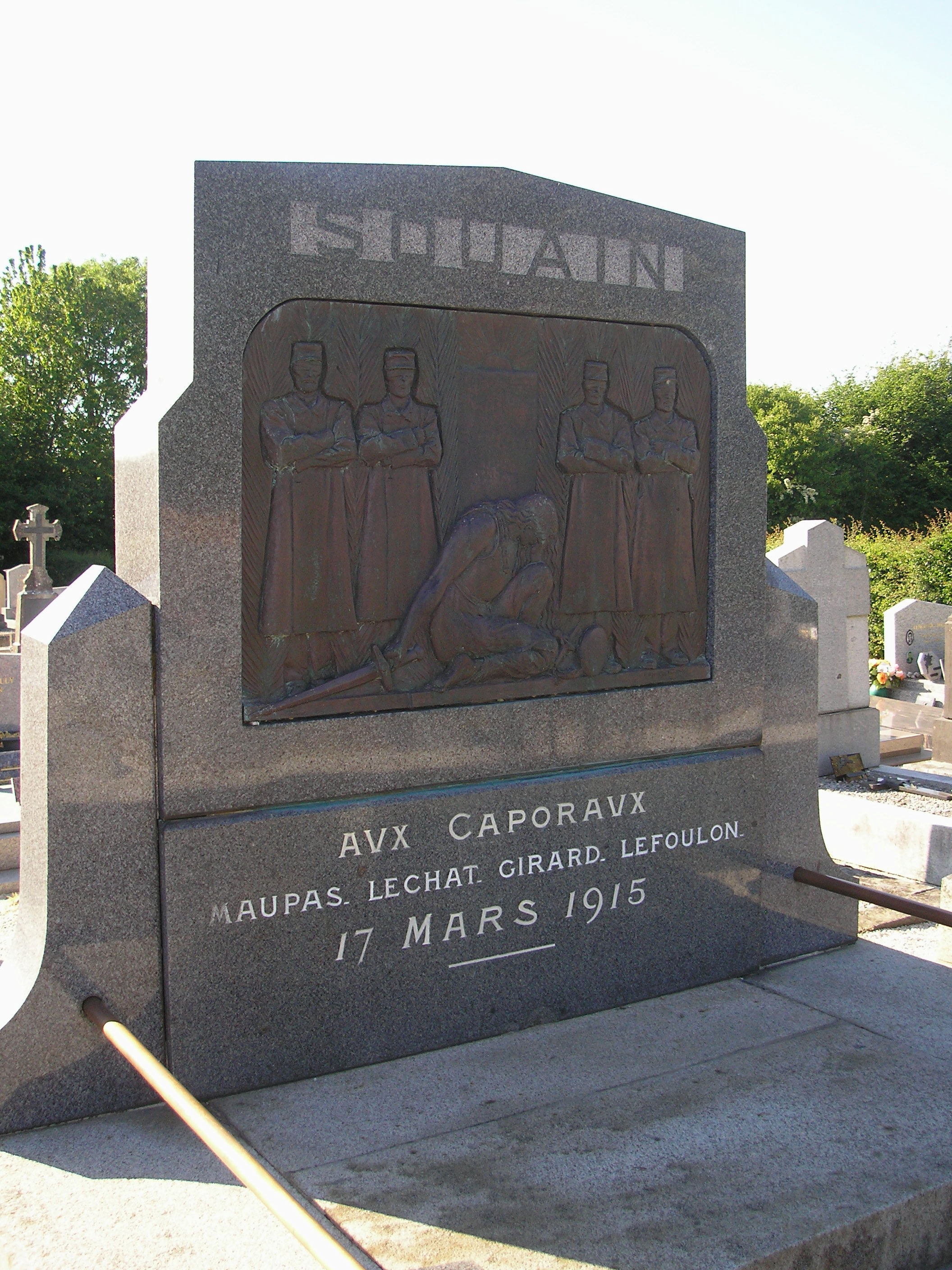
Monument commémoratif des caporaux de Souain.

- Le portail latéral roman de la seconde moitié du XIIe siècle de l'église Saint-Pair est le seul élément subsistant de l'ancienne église, mentionnée pour la première fois à la fin du XIe siècle dans un acte de donation du patronage par le seigneur de Sartilly à l'abbaye du Mont-Saint-Michel[17], et détruite en 1858 en raison de son mauvais état[18]. Sa voussure interne en cintre surbaissé est composée d'un épais tore d'angle et d'un large cavet orné de besants. Les deux voussures externes comportent pour la première un tore d'angle et, pour la deuxième, deux tores encadrant un listel triangulaire et une double ligne de dents de scie reposant sur des petites fenêtres d'imposte. Les six colonnes ont leurs chapiteaux décorés de crochets évolués et de feuilles épannelées[19].

L'église actuelle date du XIXe siècle ; la reconstruction fut achevée en 1902. Cette église dépend de la paroisse Saint-Auguste-Chapdeleine du doyenné du Pays de Granville-Villedieu.
L'édifice abrite une croix en cuivre doré du XIVe classée en 1928 au titre objet aux monuments historiques, des fonts baptismaux avec une statue de saint Jean-Baptiste du XIXe, un lutrin du XIXe, un Chemin de croix du XIXe, une verrière du XIXe de Chauvel.
- À l'intérieur du cimetière où fut ré-inhumé Théophile Maupas, un monument a été érigé en 1925 à la mémoire des quatre caporaux de Souain, fusillés pour l'exemple en 1915.
- Croix de cimetière du XVIIe siècle.
- Vieux puits en granit sur la place de l'église.
- Manoir de Bréquigny des XVIe – XVIIe siècles, avec deux bretèches et deux échauguettes, inscrit au titre des monuments historiques par arrêté du 1er décembre 1980[23].
- Manoir de Mirande. De septembre 1939 à juin 1940 les équipes de la NRF des Éditions Gallimard y ont séjourné[24].
- Monument aux morts. Buste du Poilu enveloppé dans les plis du drapeau se trouve au sommet, en dessous la croix de guerre, la palme qui est sous le sabre. Le rameau de chêne avec le casque dessus. Créé en 1919 et inauguré en 1922. Architecture colonne quadrangulaire, sculpteur Charles-Henri Pourquet, fonderie du Val d'Osne.

## Activité et manifestations

### Arts
L'association Union des Arts propose plusieurs activités telles que : danse, musique, dessin, sculpture, art floral, patrimoine.

### Sports
L'Association sportive Jullouville-Sartilly fait évoluer une équipe de football en ligue de Basse-Normandie et deux autres en divisions de district.

## Personnalités liées à la commune
- Théophile Maupas (1874-1915), l'un des caporaux de Souain, inhumé en 1923 dans le cimetière de la commune, où sa veuve était institutrice.
- Yves Gomy enseigna, l'histoire et la géographie au collège Anatole France de 1996 à 2000.